# Idaea ocellata
Idaea ocellata är en fjärilsart som beskrevs av W. Warren 1906. Idaea ocellata ingår i släktet Idaea och familjen mätare. Inga underarter finns listade i Catalogue of Life.